# Festuca pachyphylla
Festuca pachyphylla là một loài thực vật có hoa trong họ Hòa thảo. Loài này được Degen ex Nyár. ex Csürös, Gergely & Pop mô tả khoa học đầu tiên năm 1963.